# Conroe
Conroe är administrativ huvudort i Montgomery County i Texas. Orten har fått sitt namn efter grundaren Isaac Conroe. Det ursprungliga ortnamnet var Conroe's Switch, varifrån det förkortades till Conroe. Enligt 2010 års folkräkning hade Conroe 56 207 invånare.